# Hachisuka Masauji

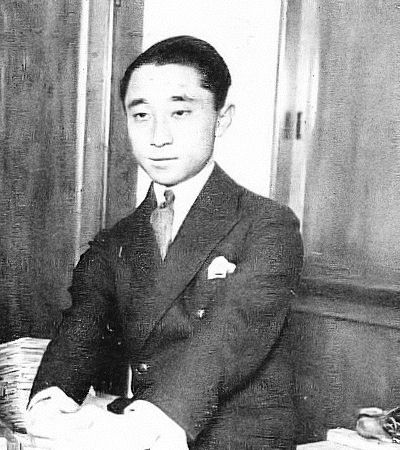
Masauji Hachisuka im Jahr 1929

Hachisuka Masauji, 18. Marquis Hachisuka (jap. 蜂須賀 正氏; * 15. Februar 1903 in der Präfektur Tokio; † 14. Mai 1953 in Atami) war ein japanischer Ornithologe, Flieger und Mitglied des japanischen Oberhauses.

## Leben
Hachisuka war ein Neffe von Prinz Tokugawa Yoshinobu, dem letzten Shōgun. Nach der Absolvierung der Gakushūin-Schule ging Hachisuka im Alter von 19 Jahren nach Europa, um seine Ausbildung zu vollenden. Unter der Führung von Baron Hayashi, dem japanischen Botschafter in London und ein Freund seines Vaters Hachisuka Masaaki, damals Vizepräsident des Kizokuin, studierte Haschisuka Zoologie an der University of Cambridge in den folgenden fünf Jahren. 1925 reiste er nach Island. 1927 absolvierte er eine Nordafrikareise (nach Tunesien, Algerien und Marokko) mit Ernst Hartert und einen Aufenthalt in Amerika in Gesellschaft von Jean Théodore Delacour. Im selben Jahr wurde Hachisuka zum Ph.D. promoviert. 1928 reisten Haschisuka und Delacour nach Korea und China. Von 1928 bis 1929 leitete Haschisuka eine 50 Mann starke Expedition zum Gipfel des Berges Apo auf der Insel Mindanao in den Philippinen. Bald darauf ging er nach Europa, wo er bis 1934 blieb und insbesondere seine Sammlung im Walter Rothschild Zoological Museum in Tring studierte. Nach einer Expedition in den Belgisch-Kongo mit dem belgischen Zoologen Jean-Marie Derscheid (1901–1944), stattete er dem König und der Königin von Bulgarien einen längeren Besuch ab. 1930 wurde Hachisuka korrespondierendes Mitglied der American Ornithologists’ Union. Von 1936 bis 1937 verbrachte er einige Monate mit Delacour in Pasadena, Kalifornien, das letzte Mal, dass sich die beiden trafen. Im Oktober 1937 kehrte Hachisuka nach Japan zurück und im März 1939 heiratete er Chiye Negamine aus Los Angeles.
Hachisuka beschrieb einige Vogelarten und -unterarten, darunter den Grauhauben-Nektarvogel (Aethopyga primigenia), die Unterart Centropus melanops banken des Maskenkuckucks, die Unterart Rhipidura superciliaris apo des Blaurücken-Fächerschwanz, die Unterart Pycnonotus urostictus philippensis des Gelbbrillenbülbüls, die Unterart Otus rufescens malayensis der Rötel-Zwergohreule, die Unterart Alauda arvensis lönnbergi der Feldlerche, die Unterart Lophura leucomelanos moffitti des Kalifasans sowie gemeinsam mit Jean Théodore Delacour die Manila-Papageiamadine (Erythrura viridifacies). 1934 führte Hachisuka die Gattung Mimizuku für die Rotohreule (Syn.: Otus gurneyi) ein.
Neben mehreren Artikeln in Journalen wie dem Avicultural Magazine, L’Oiseux, Ibis, Bulletin of the British Ornithologists’ Club, Proceedings of the Biological Society of Washington und Tori veröffentlichte Hachisuka Bücher über die Vögel Ägyptens, Islands, den Philippinen, Hainans und Formosas.
Die Veröffentlichung und den Erfolg seines letzten Buchs The dodo and kindred birds; or the extinct birds of the Mascarene Islands im Jahr 1953 über die ausgestorbene Avifauna der Maskarenen erlebte Hachisuka nicht mehr mit. Er starb im Alter von 50 Jahren an einem Herzleiden.

## Dedikationsnamen
1949 benannte S. Dillon Ripley die Unterart Lanius validirostris hachisuka des Philippinenwürgers zu Ehren von Masauji Hachisuka.

## Werke (Auswahl)
- A comparative hand list of the birds of Japan and the British Isles. University Press. Cambridge. 1925.
- A handbook of the birds of Iceland. Taylor & Francis. London. 1927.
- Variations among birds: chiefly game birds: heterochrosis, gynandromorphs, aberration, mutation, atavism and hybrids. Ornithological Society of Japan, 1928.
- Contributions to the birds of the Philippines. Ornithological Society of Japan. Tokio. 1929.
- The birds of the Philippine islands. 1931
- Le Sahara. Societé déditions géographiques, maritimes et coloniales. Paris. 1932.
- Birds of Jehol. Report of the First Scientific Expedition to Manchoukuo under the leadership of Shigeyasu Tokunaga. June-October 1933. Section V. Division II. Part III. (mit Nobusuke Takatsukasa, Kuroda Nagamichi, Yamashina Yoshimaro und Seinosuke Uchida)
- Contributions to the birds of Hainan. 1939
- The dodo and kindred birds; or the extinct birds of the Mascarene Islands. London. 1953.